# Roc de l'Àliga (Guils de Cerdanya)
{{Infotaula indret

|serralada = Serra de la Tosa
|localitzacio = Guils de Cerdanya (Baixa Cerdanya)
(França)
}}
El Roc de l'Àliga és una muntanya de 2.337 metres que es troba entre els municipis de Guils de Cerdanya, a la comarca de la Baixa Cerdanya i França.